# Scopula omnisona
Scopula omnisona là một loài bướm đêm trong họ Geometridae.